# Семёновское (Иркутская область)
Семёновское — село в Заларинском районе Иркутской области России. Административный центр Семеновского муниципального образования.

## География
Находится примерно в 20 км к северу от районного центра.

## Население
| 2002 | 2010 | 2011 | 2012 |
| ---- | ---- | ---- | ---- |
| 679  | ↘570 | ↘569 | ↗584 |

По данным Всероссийской переписи в 2010 году 279 мужчин и 291 женщина из 570 человек.